# Prvenstvo NSO Split 1985./86.
Prvenstvo Nogometnog saveza općine Split je bila liga petog ranga natjecanja nogometnog prvenstva Jugoslavije u sezoni 1985./86. 
 
Sudjelovalo je 11 klubova, a prvak je bio Kamen iz Ivanbegovine, koji je svoje utakmice igrao u Krivodolu.  

## Ljestvica
| mj. | klub                    | ut. | pob. | ner. | por. | gol+ | gol- | bod |
| --- | ----------------------- | --- | ---- | ---- | ---- | ---- | ---- | --- |
| 1.  | Kamen Ivanbegovina      | 20  | 16   | 3    | 1    | 50   | 14   | 35  |
| 2.  | Slaven Trogir           | 20  | 15   | 4    | 1    | 90   | 13   | 34  |
| 3.  | Tekstilac Sinj          | 20  | 14   | 2    | 4    | 61   | 24   | 30  |
| 4.  | Proleter Dugopolje      | 20  | 11   | 4    | 5    | 35   | 26   | 26  |
| 5.  | Rašeljka Gornji Vinjani | 20  | 11   | 1    | 8    | 44   | 35   | 20  |
| 6.  | Mladost Koprivno        | 20  | 9    | 2    | 9    | 38   | 36   | 20  |
| 7.  | Biokovo Zagvozd         | 20  | 4    | 6    | 10   | 38   | 49   | 14  |
| 8.  | Titov mornar Podgora    | 20  | 6    | 1    | 13   | 29   | 37   | 13  |
| 9.  | OSK Otok                | 20  | 5    | 3    | 12   | 37   | 48   | 13  |
| 10. | Prugovo                 | 20  | 3    | 2    | 15   | 23   | 87   | 8   |
| 11. | Domagoj Konjsko         | 20  | 2    | 0    | 18   | 17   | 93   | 4   |

## Rezultatska križaljka
| kratica | klub                    | BIO | DOM  | KAM | MLA | OSK | PRO      | PRU  | RAŠ | SLA  | TEK | TIM |
| --- | ----------------------- | --- | ---- | --- | --- | --- | -------- | ---- | --- | ---- | --- | --- |
| BIO | Biokovo Zagvozd         |     |      |     |     |     | 2:2      |      |     | 1:3  |     |     |
| DOM | Domagoj Konjsko         |     |      |     |     |     | 0:1      |      |     | 2:14 |     |     |
| KAM | Kamen Ivanbegovina      |     |      |     |     |     | 4:0      |      |     | 2:0  |     |     |
| MLA | Mladost Koprivno        |     |      |     |     |     | 0:3 p.f. |      |     | 0:0  |     |     |
| OSK | OSK Otok                |     |      |     |     |     | 3:1      |      |     | 0:1  |     |     |
| PRO | Proleter Dugopolje      | 1:0 | 0:1  | 1:1 | 2:1 | 4:1 |          | 5:2  | 2:2 | 0:3  | 5:2 | 4:1 |
| PRU | Prugovo                 |     |      |     |     |     | 0:1      |      |     | 0:6  |     |     |
| RAŠ | Rašeljka Gornji Vinjani |     |      |     |     |     | 0:0      |      |     | 0:2  |     |     |
| SLA | Slaven Trogir           | 4:1 | 12:0 | 1:1 | 7:1 | 4:1 | 1:1      | 21:1 | 7:1 |      | 1:0 | 1:0 |
| TEK | Tekstilac Sinj          |     |      |     |     |     | 2:0      |      |     | 1:1  |     |     |
| TIM | Titov mornar Podgora    |     |      |     |     |     | 0:1      |      |     | 0:1  |     |     |
| |                         |     |      |     |     |     |          |      |     |      |     |     |
| podebljan rezultat - utakmice od 1. do 11. kola (1. utakmica između klubova) rezultat normalne debljine - utakmice od 12. do 22. kola (2. utakmica između klubova) rezultat nakošen - nije vidljiv redoslijed odigravanja međusobnih utakmica iz dostupnih izvora rezultat nakošen i smanjen * - iz dostupnih izvora nije uočljiv domaćin susreta prekrižen rezultat - poništena ili brisana utakmica p - utakmica prekinuta 3:0 p.f. / 0:3 p.f. - rezultat 3:0 bez borbe |                         |     |      |     |     |     |          |      |     |      |     |     |

 Izvori: 